# 莉薇婭
莉薇婭·德鲁希拉（Livia Drusilla；前59年1月30日－29年），又称莉薇婭·德鲁莎·奧古斯塔（Livia Drusa Augusta）或朱莉婭·奧古斯塔（Julia Augusta），是羅馬帝國首任皇后，帝國開國皇帝奥古斯都（屋大維）的妻子。她是帝國早期最有權力的婦女，屋大維的许多国事都会与她商量。她是第二任皇帝提庇留（或譯提貝里）的母親，第四任皇帝克勞狄一世的祖母，第三任皇帝卡利古拉的曾祖母，以及第五任皇帝尼祿的高祖母。她被克勞狄一世所神格化，此后她获得了「奧古斯塔」之頭銜。

## 出生與第一次婚姻
莉薇婭出生於西元前59年1月30日，是馬爾庫斯·利維烏斯·德魯蘇斯·克勞狄亞努斯與妻子奧菲迪婭的女兒。她名字中經常出現的Drusilla表明她不是她父親的第一個女兒。她可能有一個名叫蓋烏斯·利維烏斯·德魯蘇斯（Gaius Livius Drusus）的兄弟，他有兩個女兒，分別名為莉薇婭·普爾奇拉（Livia Pulchra）和莉薇拉。她的父親也收養了馬庫斯·利維烏斯·德魯蘇斯·利博。
她於前43年左右結婚。她的父親將她嫁給了提比略·克勞狄烏斯·尼祿，提比略·克勞狄斯·尼祿是她的貴族堂兄，他是凱撒內戰中獨裁官尤利烏斯·凱撒的反對者，這也意味著他也反對凱撒的養子兼繼承人屋大維。她的父親在腓立比戰役中與元老院貴族派主將卡西烏斯和布魯圖斯一起自殺。屋大維、馬克·安東尼和雷必達組成後三頭同盟後，她的丈夫代表安東尼繼續與屋大維作戰。她的第一個孩子，未來的皇帝提比略，出生於前42年。西元前40年屋大維和安東尼停火合作後，一家人被迫逃離意大利。他們與龐培之子塞克斯圖斯·龐培聯合，後者以西西里島為基地反對後三頭同盟。後來，莉薇婭、她的丈夫提比略·尼祿和他們兩歲的兒子提比略搬到了希臘。

## 嫁給奧古斯都

聖雷蒙德博物館的莉薇婭半身像

在後三頭同盟與塞克斯圖斯·龐培的追隨者之間建立和平之後，三頭同盟宣布了大赦，莉薇婭返回羅馬，並於公元前39年被親自介紹給了屋大維。此時，莉薇婭已經有了一個兒子，並懷上了第二個，即尼禄·克劳狄·德鲁苏斯（老杜路蘇斯）。傳說屋大維立刻愛上了她，儘管他仍然與第二任妻子斯克麗波妮亞結婚。屋大維於前39年10月30日與斯克麗波妮亞離婚，當天她生下了他的女兒大茱莉亞。大約在那個時候，當莉薇婭懷孕六個月時，提比略·克勞迪烏斯·尼祿在屋大維的說服或強迫下與莉薇婭離婚。屋大維和莉薇婭於1月17日結婚，免除了傳統的等待期。在與莉薇婭結婚的那天，屋大維收到了一個所謂的預兆：一隻老鷹將一隻嘴裡叼著月桂樹枝的白母雞扔到莉薇婭的腿上。這一預兆被解釋為莉薇婭生育力的徵兆，因為她在與前夫的短短兩年婚姻中生下了兩個兒子。這很諷刺，因為奧古斯都對她的第一次懷孕以死產告終，而且她再也無法懷上另一個孩子 。前夫提比略·克勞狄烏斯·尼祿出席了婚禮，「就像父親一樣」為她舉行了婚禮。莉薇婭和屋大維在接下來的51年裡仍然保持著婚姻關係，儘管他們除了一個死產之外沒有孩子。莉薇婭在她丈夫跟前始終享有特權顧問的地位，這對羅馬妻子來說在父權主導的羅馬文化中是一個不尋常的角色。

## 羅馬皇后

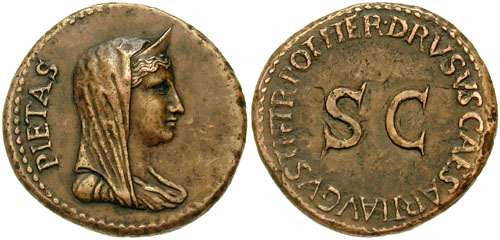
刻有莉薇婭肖像的硬幣

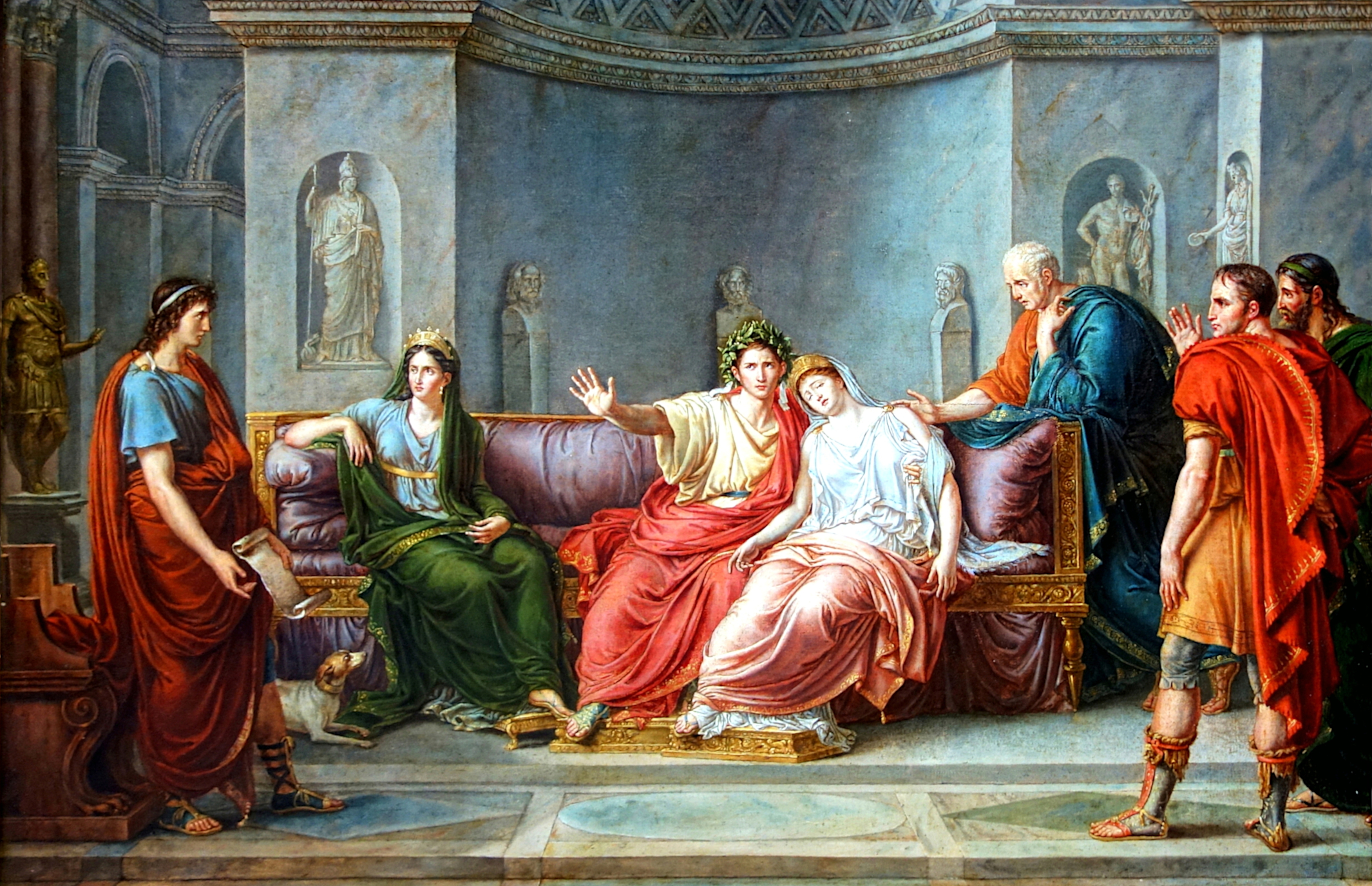
17至18世紀由藝術家讓-巴蒂斯特·維卡爾所繪製的《维吉尔对奥古斯都和莉薇婭朗诵埃涅阿斯纪》，莉薇婭在奧古斯都左邊，奧古斯都的姐姐屋大薇因為维吉尔提到已死去的兒子暈倒在奧古斯都身上

前31年馬克·安東尼和托勒密埃及在亞克興戰役戰敗後，安東尼在次年自殺，共和國執政官屋大維終於消灭了所有後三頭同盟的敌人，結束內戰並順便征服了埃及使其成為羅馬的一個行省。4年後即前27年，羅馬元老院正式授予屋大維“奧古斯都”的榮譽稱號，變成實質上的羅馬皇帝，羅馬共和國正式成為羅馬帝國。但奧古斯都拒絕君主頭銜，而是選擇稱自己為“第一公民”（Princeps Civitatis）或 “元老院第一人”（Princeps Senatus）。對羅馬而言，他們夫妻成为了公民的榜樣角色。虽然奧古斯都的財富與權力在罗马至上，他與他的家庭繼續住在巴拉丁諾山上他們简单的房子中。莉薇婭则成为羅馬貴婦的典範，她既不穿戴過分的珠光寶氣，也不著虛偽的服裝，她照顧家管以及她的丈夫（往往親自作他自己的衣服）。她不顾奧古斯都的风流，始終忠誠于和奉獻于她丈夫。她擁有並有效管理高盧行省的銅礦、希律猶太王國的棕櫚樹林以及埃及行省的數十片莎草紙沼澤。前35年奧古斯都給予莉薇婭前所未有的尊榮，她可以管理她自己的財務，为她塑造了一座公共的雕像，她可以有她自己隨從的圈子，並將許多門生推入政治職位，包括後來的四帝之年皇帝加爾巴和奧托的祖父。
因奧古斯都僅有一位女兒（大茱莉亞），莉薇亞開始顯露出她的野心，她推薦自己的兒子提庇留與德魯蘇斯進入朝廷。德魯蘇斯是一位值得信賴的將軍，與奧古斯都最愛的姪女小安东尼娅結婚，育有三個孩子：受歡迎的日耳曼尼庫斯將軍、莉薇拉和未來的皇帝克勞狄烏斯。僅僅幾年後德魯蘇斯就在一次騎馬事故中喪生，並於前9年去世。同年，莉薇婭也獲得了奧古斯塔和平祭壇的落成作為生日禮物。提比略於西元前11年與奧古斯都的女兒大茱莉亞結婚，最後提比略於西元4年被收養為繼父奧古斯都的皇帝繼承人。
謠言说她於前23年暗杀了奧古斯都的姪子兼原始繼承人馬塞盧斯（奧古斯都的姐姐屋大薇之子）。茱莉亞與奧古斯都密友瑪爾庫斯·維普撒尼烏斯·阿格里帕所生的兩個大兒子（奧古斯都收養為兒子和繼承人）去世後，剩下的一個兒子阿格里帕·波斯圖姆斯與提比略同時被收養，但後來阿格里帕·波斯圖姆斯被流放並最終被殺。歷史學家塔西佗指控皇后莉薇婭對這些死亡事件並非完全無辜，歷史學家卡西烏斯·狄奧也提到了此類謠言。塔西佗和卡西烏斯·迪奧也提到有傳言稱莉薇婭在新鮮無花果中下毒導致奧古斯都死亡，儘管現代歷史學家認為這種可能性不大。奧古斯都的孫女是小茱莉亞，1至14年間，她的丈夫盧修斯·埃米利烏斯·保盧斯作為刺殺陰謀者被處決。現代歷史學家推測，小茱莉亞被流放其實不是因為通姦，而是因為參與了保盧斯的陰謀。塔西佗聲稱莉薇婭密謀反對她繼女的家人並毀了他們的家庭。茱莉亞於公元29年在她二十年前被流放到的島上去世。

## 皇太后

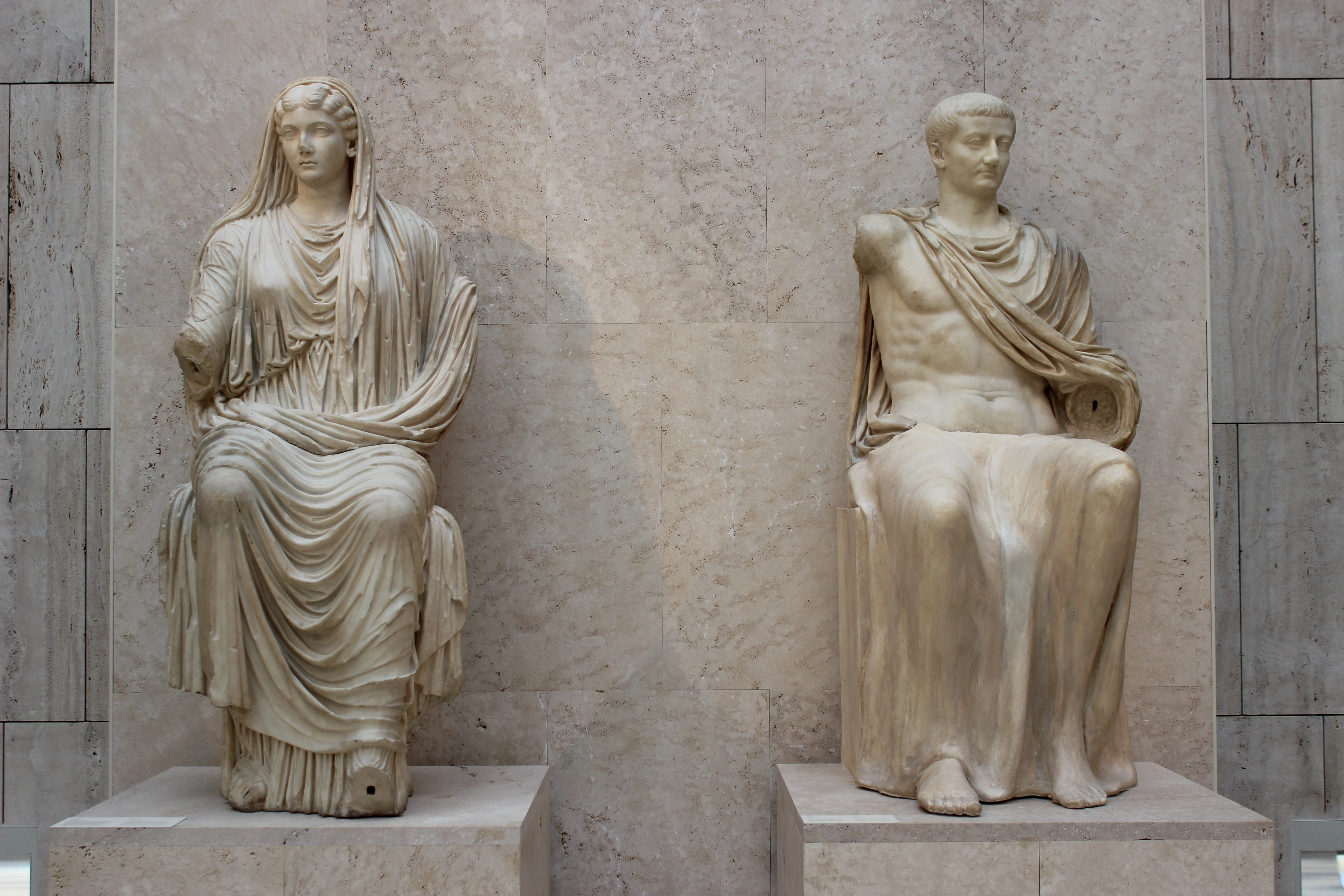
莉薇婭和她的兒子提比略，來自公元14-19年的帕埃斯圖姆，藏於西班牙國立考古博物館

奧古斯都於14年8月19日去世，不久後就被元老院神化。在他的遺囑中，他將財產的三分之一留給了莉薇婭，另外三分之二留給了皇帝提比略。他還將她收養入儒略家族，並授予她奧古斯塔的榮譽頭銜。這些處置允許莉維亞在丈夫去世後以朱莉婭·奧古斯塔的新名字維持她的地位和權力。塔西佗和卡西烏斯·狄奧寫道，關於奧古斯都被莉薇婭毒死的謠言持續存在，但這些謠言主要被認為是儒略-克勞狄王朝政敵惡意捏造的。這些謠言中最著名的是莉薇婭無法在廚房裡給他的食物下毒，因為奧古斯都堅持只吃從他花園里新鮮採摘的無花果，莉薇婭在每個水果上塗上了毒藥。在帝國時代，羅馬花園中種植的各種無花果被稱為「Liviana」，也許是因為她著名的園藝能力，或者是對這個謠言的半開玩笑。
一段時間以來，莉薇婭和她的兒子新皇帝提比略似乎相處融洽。公元20年，反對太后莉薇婭的言論被視為叛國罪，公元24年，提比略在維斯塔貞女中授予了他母親一個席位，因此莉薇婭在帝國行使非官方但非常真實的權力。最終，提比略對他母親的政治地位感到不滿，因為莉薇婭常以「没有我你什麼也不是」的口吻來形容他獲得皇位的原因。在他統治之初，提比略否決了元老院希望授予莉薇婭的史無前例的“國母”（Mater Patriae）頭銜，就像奧古斯都被命名為“國父”（Pater Patriae）一樣。（提比略也一直拒絕為自己授予國父的稱號）。
歷史學家塔西佗和卡西烏斯·狄奧描繪了莉薇婭是一位自以為是、甚至專橫的太后，隨時準備干涉提比略的決定。最引人注目的例子是克勞狄一世第一任妻子普勞蒂亞·烏爾古拉尼拉的祖母烏爾古拉尼亞的案件，她正確地認為她與皇太后的友誼使她凌駕於在法律之上；和穆納蒂亞·普蘭西納，她涉嫌謀殺日耳曼尼庫斯，不過她是莉薇婭的好友所以毫髮無損。（莉薇婭死後，普蘭西娜再次被指控謀殺，於公元33年自殺。）公元22年的一份通知記錄了朱莉婭·奧古斯塔（莉薇婭）在羅馬市中心為奧古斯都奉獻了一尊雕像，甚至將她自己的名字放在提比略之前。
古代歷史學家認為提比略退休到卡普里岛的原因是他無法再忍受他的母親。根據塔西佗的說法，直到公元22年，「母子之間一直存在著真正的和諧，或者說是隱藏得很好的仇恨。」 狄奧寫道在提比略即位時，提比略已經衷心厭惡母后。西元22年母后生病了，提比略急忙回到羅馬，以便與她在一起。但在西元29年，當她最終生病去世時，他留在卡布里島，藉口工作壓力，並派繼孫子兼皇帝繼承人卡利古拉發表葬禮演說。提比略否決了神聖榮譽，表示這符合她自己的指示。後來他否決了元老院在她死後授予她的所有榮譽，並取消了她遺囑的履行。
直到13年後，也就是她的孫子克勞狄一世統治時期的公元42年，她的一切榮譽才得以恢復，最終被神化。她被命名為“神聖的奧古斯塔”（Diva Augusta），一輛大象拉的戰車將她的形象傳達到了所有的公共比賽中。她的雕像和她丈夫的雕像一起矗立在奧古斯都神廟，人們為她舉行了比賽，婦女們在神聖的誓言中援引她的名字。她和奧古斯都的墳墓後來在歷史的洪流中被洗劫一空，具體日期不詳。
她位於羅馬北部的莉薇婭別墅目前正在挖掘中並且是一個觀賞遺址；其著名的想像花園景觀壁畫可在羅馬國家博物館看到。最著名的第一門的奧古斯都像就來自此別墅的庭院。

## 文化形象
- 1968年ITV電視劇《凱撒（英语：The Caesars (TV series)）》，由索尼婭·德雷斯德爾（英语：Sonia Dresdel）飾演。
- 1976年根據書中改編的BBC電視劇《我，克勞狄烏斯（英语：I, Claudius (TV series)）》，莉維亞由沙恩·菲利普斯飾演。菲利普斯因其對這個角色的演繹而獲得了英國電影和電視藝術學院獎。
- 2003年電視電影《羅馬大帝》，由夏綠蒂·蘭普琳飾演。
- 2007年HBO/BBC電視劇《權慾帝都：羅馬》中，由愛麗絲·亨利（Alice Henley）飾演。
- 2021年歐洲電視劇Domina （页面存档备份，存于）